# Église Saint-Michel de Kraljevo
Pour les articles homonymes, voir Église Saint-Michel.
L'église Saint-Michel de Kraljevo (en serbe cyrillique : Црква Светог Димитрија у Митровој Реци ; en serbe latin : Crkva svetog Mihaela Arkanđela u Kraljevu) est une église catholique située à Kraljevo et dans le district de Raška, en Serbie. Elle est inscrite sur la liste des monuments culturels protégés de la république de Serbie (identifiant no SK 2225),.

## Présentation
L'église et sa maison paroissiale, elle aussi classée, sont situées 48 rue Hajduk Veljkova.
L'église a été construite en 1933 selon un projet de l'architecte Blaž Misita-Katušić de Belgrade, pour les besoins religieux d'un grand nombre d'habitants de confession catholique venus à Kraljevo de France, d'Allemagne et des parties occidentales du royaume de Yougoslavie pour travailler dans le tout nouvel Institut technique de l'aviation. Entre la Première et la Seconde Guerre mondiale, Misita-Katušić a conçu plusieurs églises et bâtiments de monastère, comme le monastère et l'église Saint-Antoine-de-Padoue à Petrićevac près de Banja Luka (1928-1931).
Par son style, l'église s'inspire de l'architecture romane avec des éléments empruntés à l'architecture gothique. De plan basilical, elle est constituée d'une nef unique prolongée par une abside demi-circulaire ; à l'est, elle est dotée d'une chapelle pour la proscomidie et d'une sacristie ; à l'angle sud-ouest, elle est dominée par un toit à pignon et par un clocher. Le bâtiment a été construit en briques et, à l'extérieur, les murs sont enduits de mortier ; les contreforts latéraux remplissent surtout une fonction décorative.